# Kunda (langue)
Pour les articles homonymes, voir Kunda.
Le kunda (chikunda en kunda) est une langue bantoue parlée au Zimbabwe, en Zambie et au Mozambique.

## Nom
Le kunda est également appelé achikunda et cikunda au Zimbabwe, chicunda, chikunda et cikunda au Mozambique et chikunda en Zambie.

## Caractéristiques
Le kunda fait partie de la grande famille des langues nigéro-congolaises et de la sous-famille des langues bantoues.
Il ne possède pas de dialectes connus et est considéré comme plus similaire au nyungwe qu'au sena du Mozambique.

## Utilisation
Cette langue est parlée :
- par 145 000 personnes au Zimbabwe en 2000, dans le district de Guruve (en) de la province du Mashonaland central ;
- par 6 760 personnes en Zambie en 2010, dans la province orientale et dans le district de Luangwa de la province de Lusaka, ainsi que dans des petites zones des provinces centrale et septentrionale ;
- par 5 500 personnes au Mozambique en 2006, à la confluence du Zambèze et du Luangwa dans la province de Tete.

Hachipola note en 1998 que la plupart de ses locuteurs au Zimbabwe parlent shona.